# (7624) Gluck
Pour les articles homonymes, voir Gluck (homonymie).
(7624) Gluck est un astéroïde de la ceinture principale.

## Description
(7624) Gluck est un astéroïde de la ceinture principale. Il fut découvert le 25 mars 1971 à l'observatoire Palomar par Cornelis Johannes van Houten, Ingrid van Houten-Groeneveld et Tom Gehrels. Il présente une orbite caractérisée par un demi-grand axe de 3,05 UA, une excentricité de 0,11 et une inclinaison de 9,1° par rapport à l'écliptique.
Cet astéroïde est nommé en l'honneur du compositeur allemand Christoph Willibald Gluck (1714-1787).

## Compléments